# Bionville-sur-Nied
Bionville-sur-Nied é uma comuna francesa na região administrativa de Grande Leste, no departamento de Mosela. Estende-se por uma área de 8,43 km². Em 2010 a comuna tinha 385 habitantes (densidade: 45,7 hab./km²).